# Drymonia antherocycla
Drymonia antherocycla là một loài thực vật có hoa trong họ Tai voi. Loài này được Leeuwenb. mô tả khoa học đầu tiên năm 1965.